# Ruiterberg

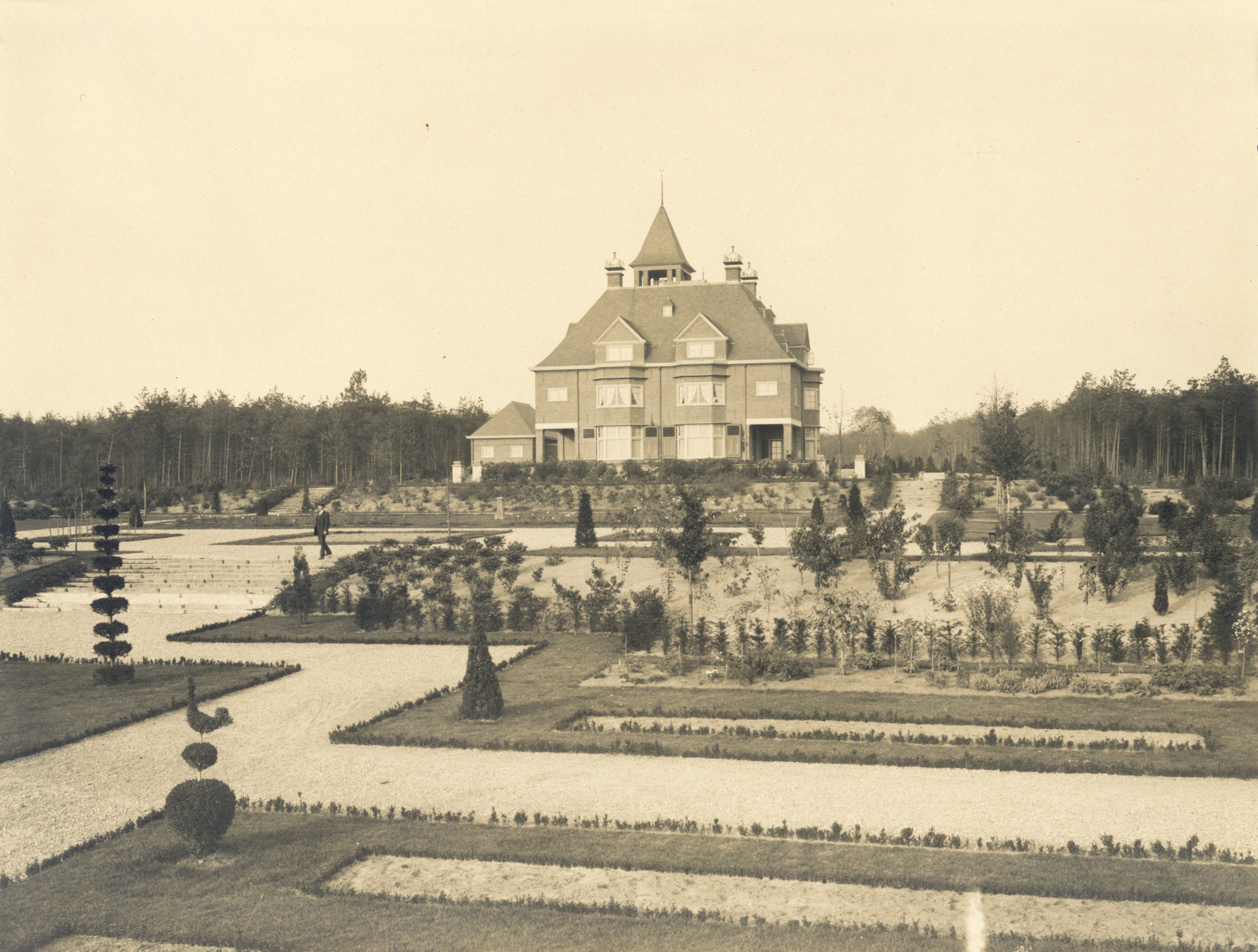
Landhuis De Ruiterberg in 1927. Verwoest in 1940–1945

De Ruiterberg is een heuvel in de gemeente Utrechtse Heuvelrug in de Nederlandse provincie Utrecht. De heuvel ligt ten noordoosten van Doorn in het gebied van de Kaapse Bossen en maakt onderdeel uit van de stuwwal Utrechtse Heuvelrug. Op ongeveer 750 meter naar het westen ligt de Doornse Kaap, zo'n 1,5 kilometer oostelijk ligt de Foldocusheuvel en op zo'n 2,7 kilometer ten zuidoosten ligt de Darthuizerberg. Zo'n 600 meter ten zuiden van de top liggen de N225 en het Doornse Gat. De heuvel is ongeveer 57,9 meter hoog.
Gedurende een aantal jaren hebben er op de Ruiterberg enige zwerfkeien gelegen die afkomstig waren uit de Zanderij Maarn, een zandafgraving van de Nederlandse Spoorwegen. Toen daar in 1999 het Zwerfsteneneiland ingericht werd, zijn de stenen daarheen verplaatst. 

## Landgoed De Ruiterberg
Op de Ruiterberg ligt de buitenplaats De Ruiterberg, met een geometrisch aangelegde tuin. Aan de noordzijde heeft het huis een korte zichtas, aan de zuidzijde een langere.
In 1916 begon men in opdracht van eigenaar J. Wilmink met de aanleg van De Ruiterberg, de laatste buitenplaats die in Doorn werd gesticht. J.C. Wentink werd aangetrokken als architect  en P.H. Wattez als tuinarchitect. In 1917 begon men met de bouw van het huis, het poortgebouw, de carrévormige hoeve, het jachthuisje met kleine oranjerie en de ijskelder. Het terrein werd door Wattez in ruitvormige plateaus opgedeeld, met het landhuis op het hoogste plateau. 
In de Tweede Wereldoorlog werd het landhuis verwoest bij een bombardement door de Royal Air Force. Het poorthuis bleef gespaard en is een rijksmonument. In 1950 werd het landhuis herbouwd in de stijl van de Delftse School, naar een ontwerp van architectenbureau Sutterland. In 1956 werd het landgoed aangekocht door de Vereniging tot Behoud van Natuurmonumenten. In 1997 kwam het huis in particuliere handen. De verwaarloosde tuinaanleg werd in 1999 gerestaureerd.

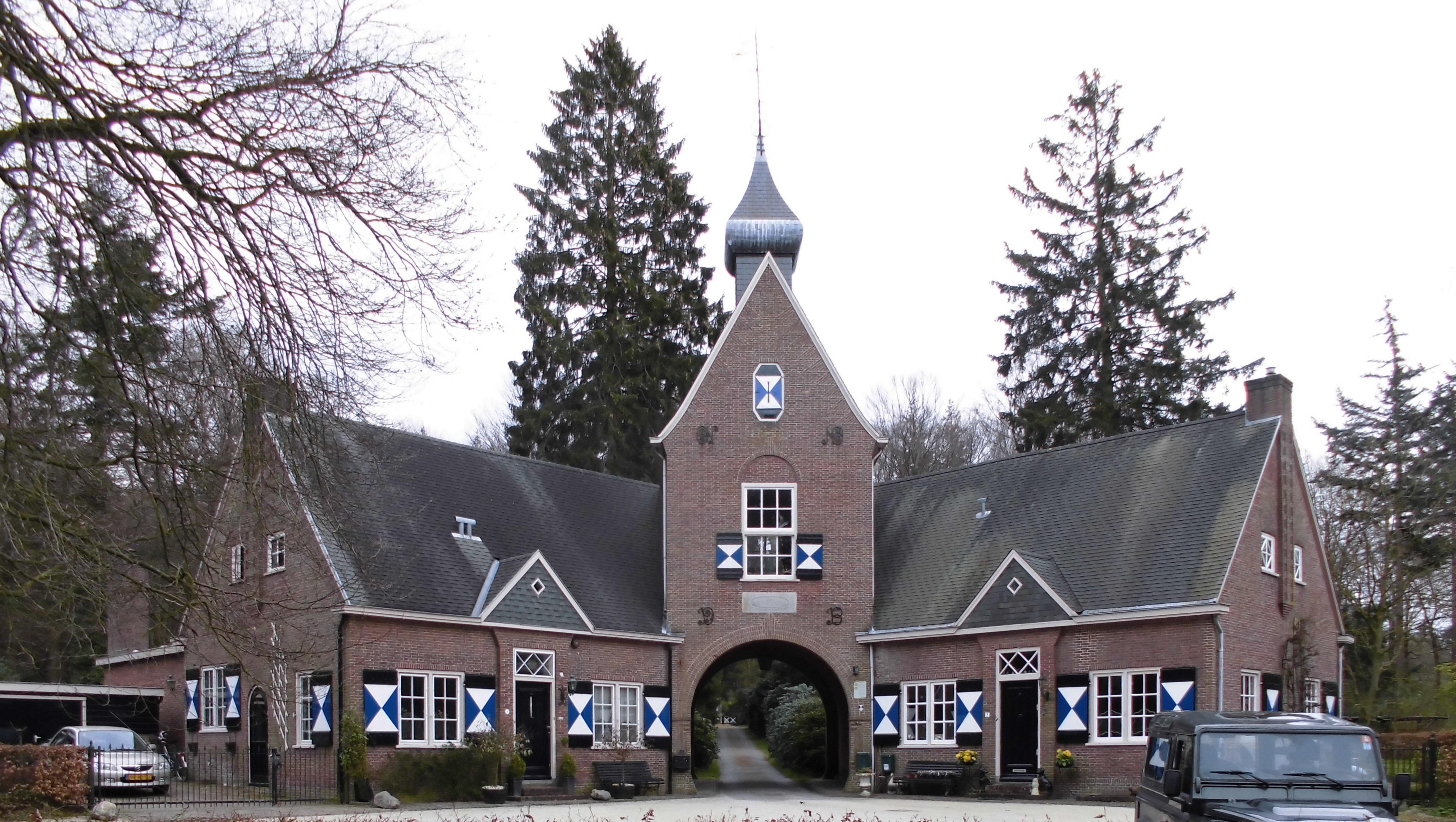
Poortgebouw
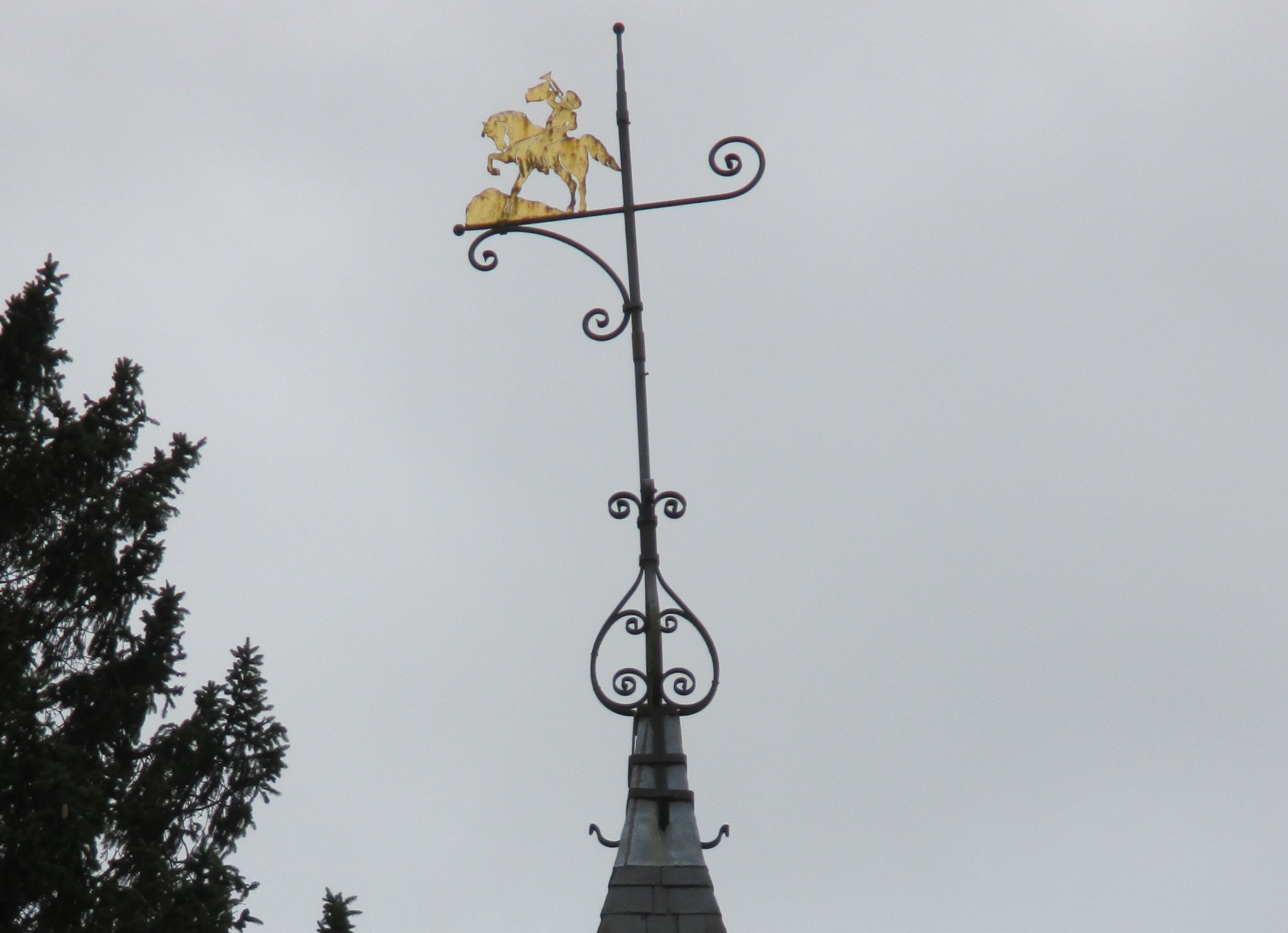
Windvaan op poortgebouw
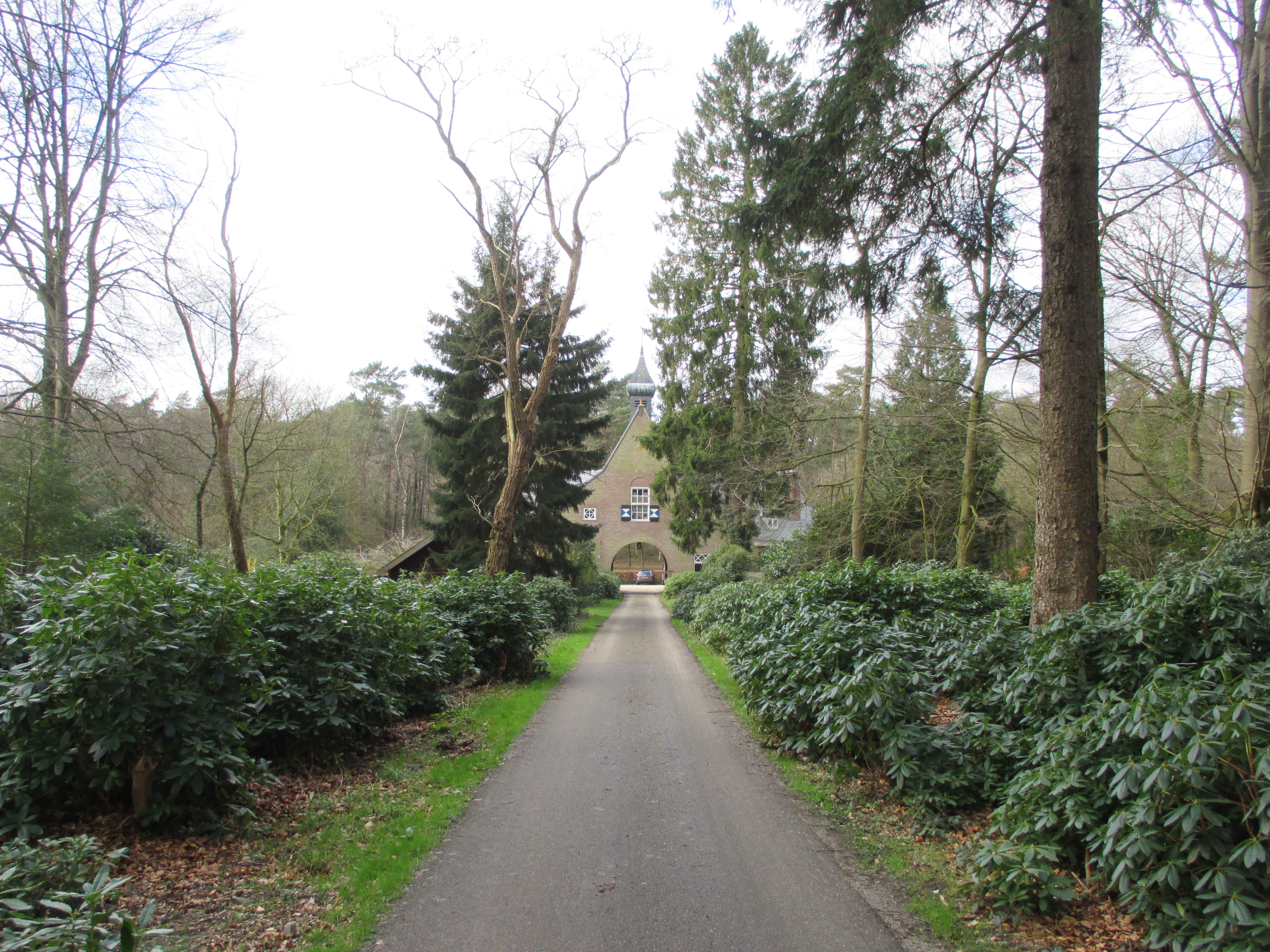
Laan richting poortgebouw
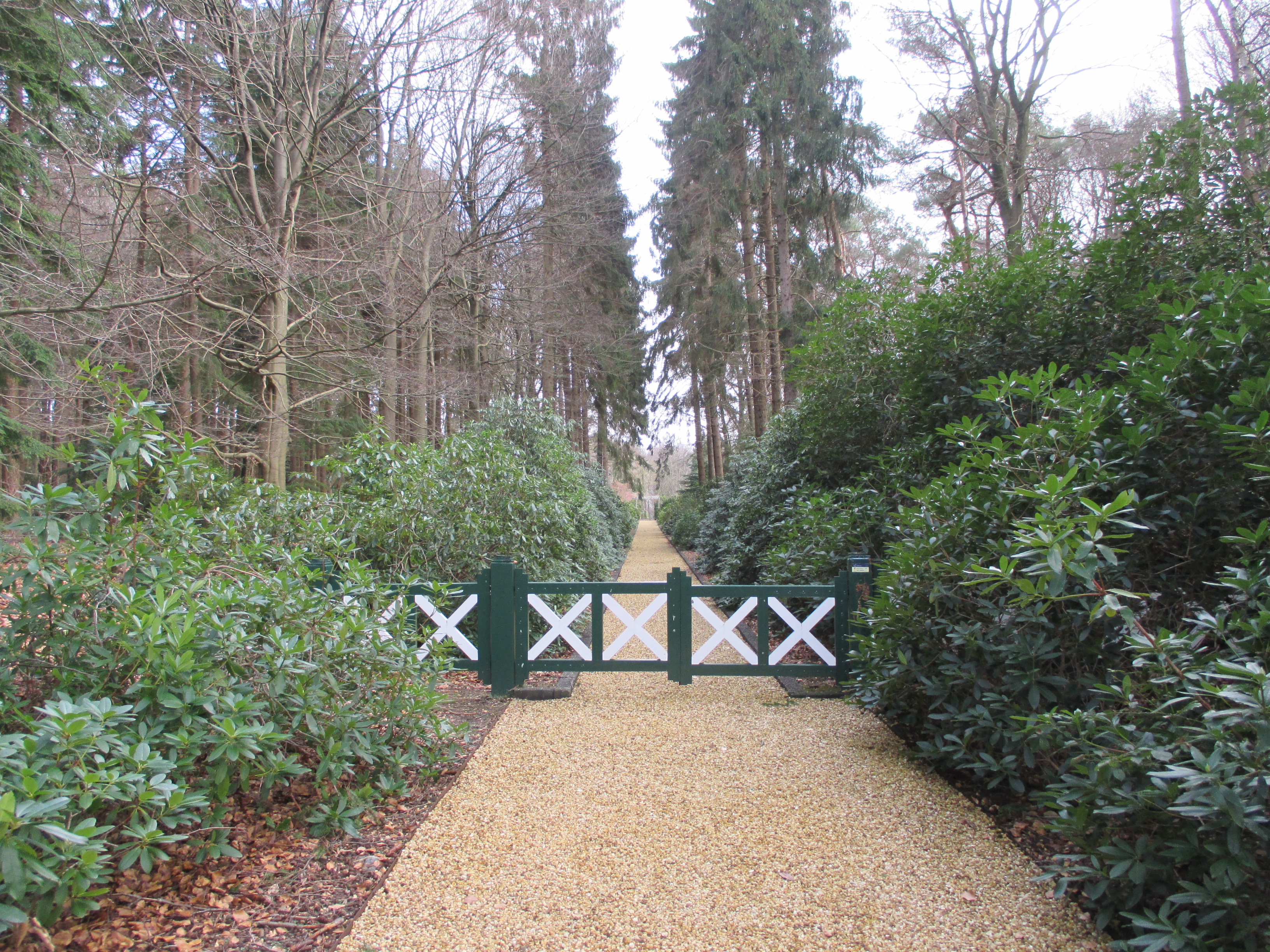
Typerend hekwerk
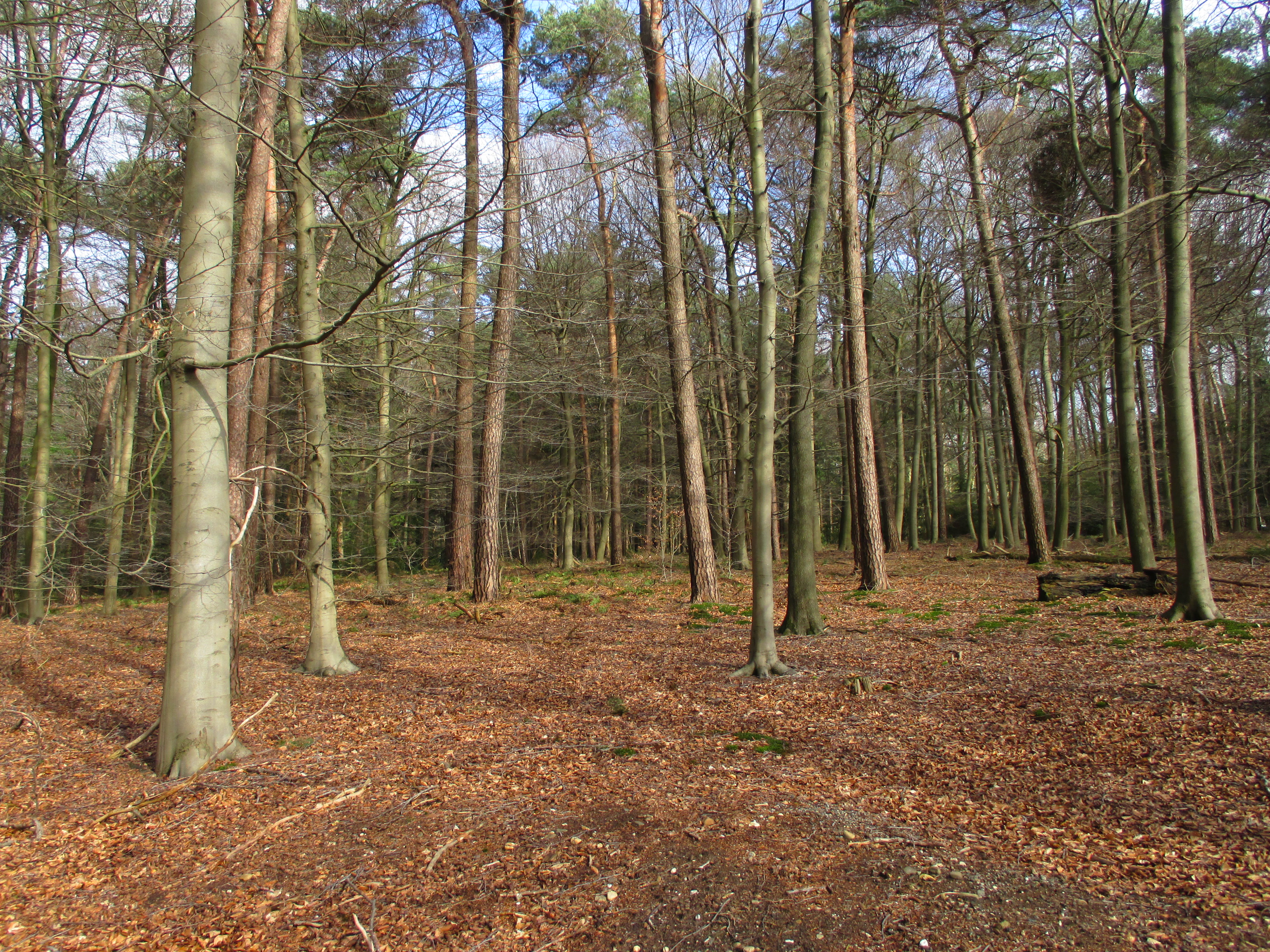
Bosaanplant op de Ruiterberg
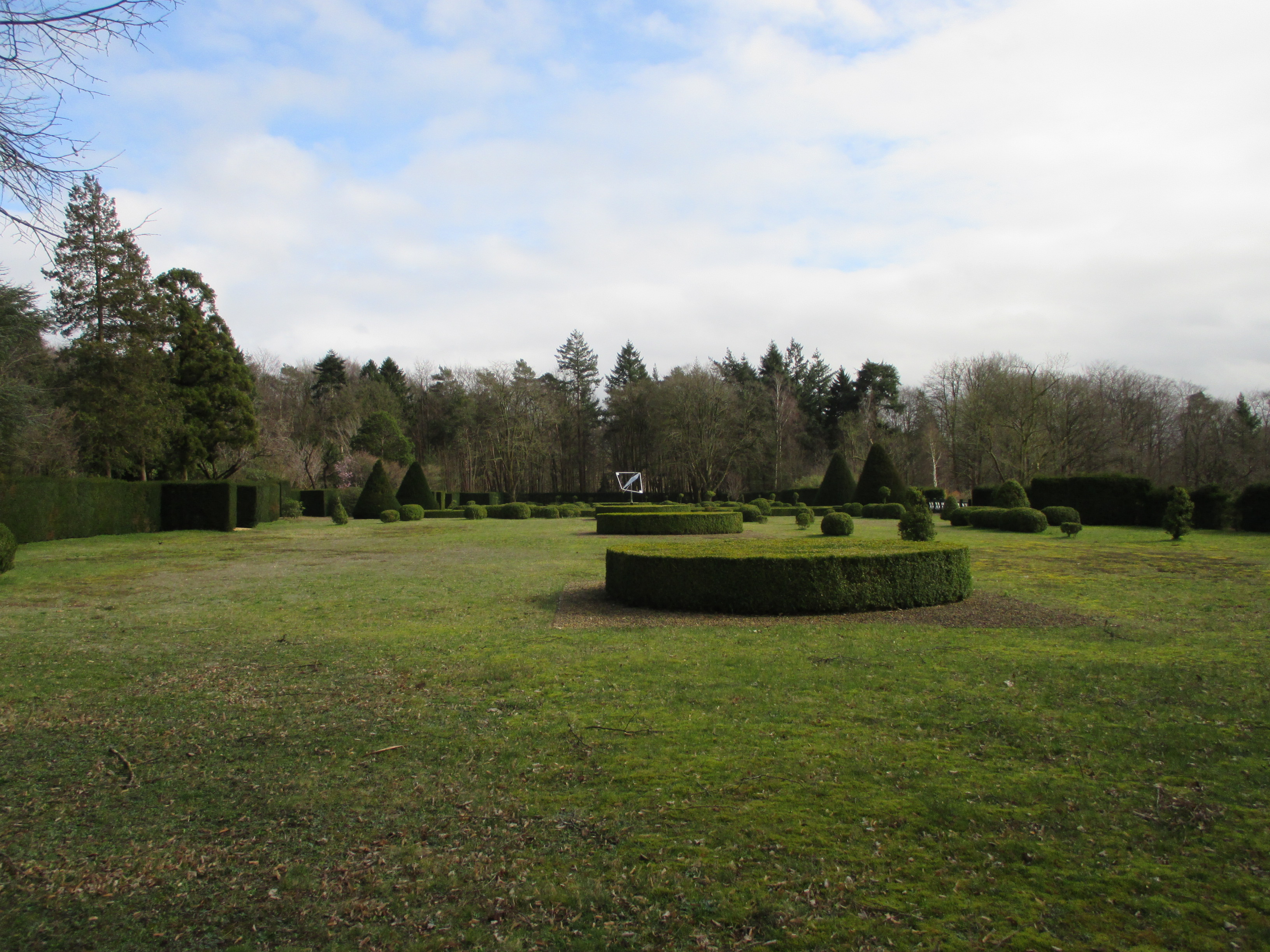
Siertuin op De Ruiterberg
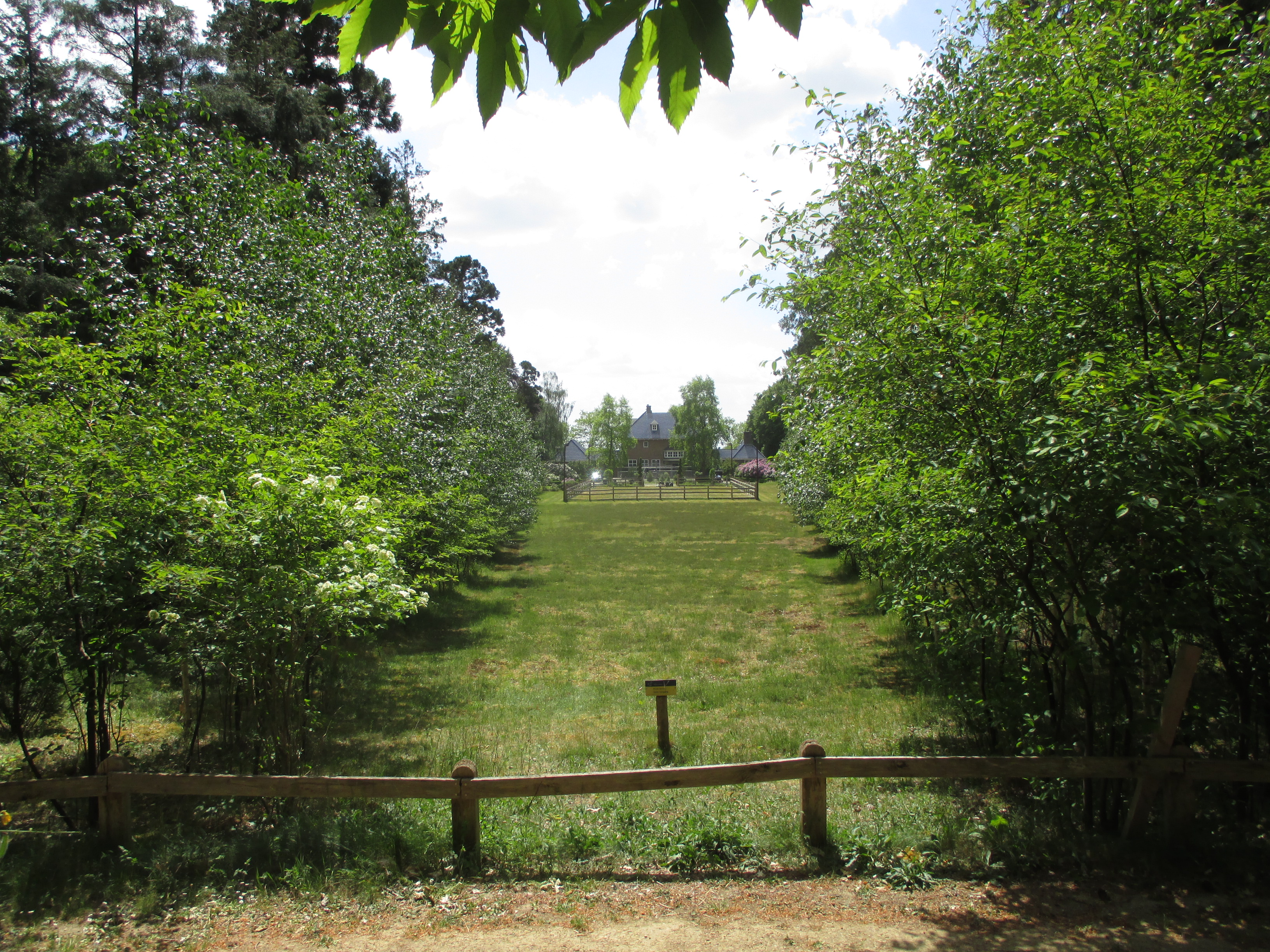
Zichtas op het landhuis vanaf de top van de Ruiterberg
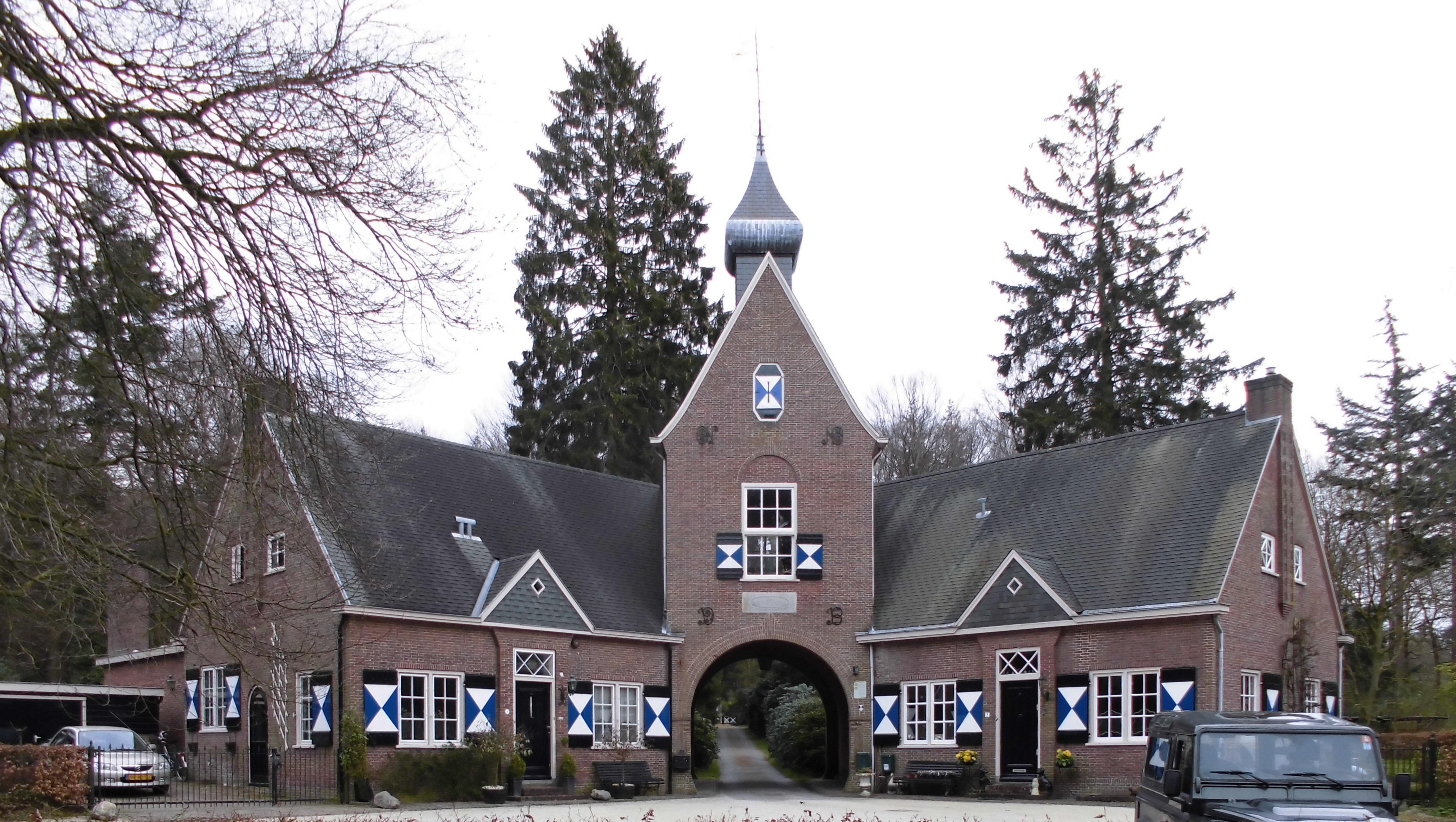
Poortgebouw met zichtas

## Bewoners en gebruikers
- 1916 – J. Wilmink
- 1923 – Willem Daniel Cramer jr.
- 1956 – 1997 Vereniging tot Behoud van Natuurmonumenten
- 1997 – particulier